# Inanició
La inanició (o inèdia) és una greu deficiència en la ingesta d'energia calòrica necessària per a la vida humana. És la forma més extrema de la desnutrició. En els éssers humans, el dejuni prolongat pot causar danys permanents en els òrgans i, finalment, la mort. La fam també pot ser utilitzat com a mitjà de tortura o execució.
D'acord amb l'Organització Mundial de la Salut, la fam és l'única amenaça més greu per a la salut pública al món. L'OMS també assenyala que la desnutrició és de lluny el major contribuent a la mortalitat infantil, present a la meitat de tots els casos. La desnutrició és un factor que contribueix a la mort de 3,1 milions de nens menors de cinc anys. les xifres sobre la fam real són difícils d'aconseguir, però d'acord amb l'Organització per a l'Agricultura i l'Alimentació, la condició menys greu de subnutrició afecta actualment uns 842 milions de persones, o aproximadament un de cada vuit (12,5%) persones en la població mundial.
La panxa inflada, com es veu en la imatge a la dreta, representa una forma de desnutrició anomenada kwashiorkor que és causada per una ingesta de proteïnes insuficient encara que la ingesta calòrica sigui suficient. Els nens són més vulnerables al kwashiorkor, els símptomes avançats inclouen la pèrdua de pes i pèrdua de massa muscular.